# Saint-Samson (Mayenne)
Saint-Samson korábbi község Franciaország Loire mente régiójában, Maine-et-Loire megyében. 2016. január 1-jén Pré-en-Pail korábbi községgel egyesült és az így létrejött Pré-en-Pail-Saint-Samson új község része lett.
Lakosainak száma 423 fő (2018. január 1.). Saint-Samson Lignières-Orgères, Saint-Calais-du-Désert, Ciral, Lalacelle és Pré-en-Pail községekkel határos.

## Népesség
A település népessége az elmúlt években az alábbi módon változott:
| Lakosok száma | 473  | 418  | 342  | 388  | 334  | 424  | 429  | 435  | 428  | 423  |
|               | 1962 | 1968 | 1982 | 1990 | 1999 | 2008 | 2011 | 2013 | 2017 | 2018 |